# گلدیس چینکوئه
گلدیس چینکوئه (ایتالیایی: Gledis Cinque؛ زادهٔ ۱۵ ژوئن) بازیگر اهل ایتالیا است.
در سال ۲۰۰۸، او در فیلم سانگه‌پاتسو به کارگردانی مارکو تولیو جوردانا، در کنار لوکا زینگارتی و السیو بونی ظاهر شد. در سال ۲۰۰۹، گلِدیس در فیلم خداروشکر که هستی ساخته لوئیس پریه‌تو در نقش «جادا» بازی کرد و مجله‌ی هفتگی سته وابسته به کوریره دلا سرا، او را یکی از بااستعدادترین بازیگران جوان ایتالیایی نامید. در همان سال، او همچنین در از رویاپردازی دست نکش نیز ایفای نقش کرد و در کنار آلساندرا ماستروناردی، نقش مکمل دانیلا، یک رقصنده باله را برعهده داشت.
از فیلم‌های دیگری که وی در آن نقش داشته‌است می‌توان به ونیتی فر اشاره کرد.